# Oxid dusnatý
Oxid dusnatý (NO) je jedním z pěti oxidů dusíku. Je to za normální teploty bezbarvý, paramagnetický plyn, pro člověka jedovatý a za přítomnosti vlhkosti leptající. Zajímavostí je, že má poměrně významnou biologickou roli v organismu. Vyšetření FeNO (měří frakčně exhalovaný oxid dusnatý) pomáhá určit míru alergického zánětu v těle.

## Výroba
Průmyslově se vyrábí katalytickou oxidací amoniaku (jako katalyzátor se používá platinová čerň dopovaná 10 % rhodia), což je zároveň i první krok při výrobě kyseliny dusičné:
{\displaystyle {\ce {4NH3 + 5O2 -> 4NO + 6H2O}}}
Amoniak reaguje s kyslíkem za vzniku oxidu dusnatého a vody.
Příprava oxidu dusnatého přímou oxidací dusíku kyslíkem je velmi obtížná, neboť je to reakce
zvratná a je za normální teploty posunuta zcela vlevo, protože je silně endotermická. Teprve při teplotě kolem 3000 °C je v reakční směsi kolem 10 % oxidu dusnatého.
{\displaystyle {\ce {N2 + O2 <=> 2NO}}}
Dusík reaguje s kyslíkem za vzniku oxidu dusnatého.
Přesto se touto metodou, zvanou Birkelandova, v minulosti NO vyráběl vedením proudu vzduchu elektrickým obloukem, který vzduch zahřál na teplotu kolem 2000 °C. Směs se rychle ochladila a tím se zabránilo zpětnému rozkladu NO na původní prvky. Výtěžnost reakce byla kolem 2 %. Stejnou cestou vzniká oxid dusnatý i v motorech automobilů a uvolňuje se do ovzduší ve výfukových plynech, kde působí jako součást kyselých dešťů.
Laboratorně lze oxid dusnatý připravit redukcí zředěné kyseliny dusičné mědí:
{\displaystyle {\ce {8HNO3 + 3Cu -> 2NO + 3Cu(NO3)2 + 4H2O}}}
Kyselina dusičná reaguje s mědí za vzniku oxidu dusnatého, dusičnanu měďnatého a vody.
Případně redukcí oxidem siřičitým:
{\displaystyle {\ce {2HNO3 + 3SO2 + 2H2O -> 2NO + 3H2SO4}}}
Kyselina dusičná reaguje s oxidem siřičitým a vodou za vzniku oxidu dusnatého a kyseliny sírové.
Jinou metodou je redukce dusičnanů v kyselém prostředí železnatými solemi, např. chloridem železnatým za přítomnosti kyseliny chlorovodíkové (solné)
{\displaystyle {\ce {2NaNO3 + 6FeCl2 + 8HCl -> 2NO + 6FeCl3 + 2NaCl + 4H2O}}}
Dusičnan sodný reaguje s chloridem železnatým a kyselinou chlorovodíkovou za vzniku oxidu dusnatého, chloridu železitého, chloridu sodného a vody.
nebo také redukcí kyseliny dusičné oxidem uhelnatým
{\displaystyle {\ce {4HNO3 + 4CO -> 4NO + 4CO2 + 2H2O + O2}}}
Kyselina dusičná reaguje s oxidem uhelnatým za vzniku oxidu dusnatého, oxidu uhličitého, vody a kyslíku.

## Chemické vlastnosti
Přestože molekula NO má jeden volný nepárový elektron (má tedy radikálovou povahu), podobně jako oxid dusičitý, za normální teploty nevytváří dimer. Ten vzniká teprve za velmi nízkých teplot v kapalné fázi
{\displaystyle {\ce {2NO <=> N2O2}}}
čímž se vysvětluje skutečnost, že bod varu oxidu dusnatého je přibližně o 30 °C vyšší než u látek s podobnými molekulami.
S vodou NO nereaguje, pouze se v ní mírně rozpouští.
Po chemické stránce je silným oxidovadlem, reagujícím s kovy, organickými látkami a řadou jiných chemických sloučenin. Snadno se oxiduje volným kyslíkem na oxid dusičitý (tato reakce je zároveň druhý krok při výrobě kyseliny dusičné):
{\displaystyle {\ce {2NO + O2 -> 2NO2}}}
Reakcí s halogeny poskytuje halogenidy nitrosylu NOX (kde X je halogen).
{\displaystyle {\ce {NCl3 + 2NO -> NOCl + N2O + Cl2}}}
Chlorid dusitý reaguje s oxidem dusnatým za vzniku nitrosyl chloridu, oxidu dusného a chloru.
{\displaystyle {\ce {XeF2 + 2NO -> 2NOF + Xe}}}
Fluorid xenonatý reaguje s oxidem dusnatým za vzniku nitrosyl fluoridu a xenonu.
Reakcí s hydroxidy alkalických kovů vzniká dusitan, voda a podle koncentrace hydroxidu oxid dusný nebo dusík:
{\displaystyle {\ce {2MOH + 4NO -> 2MNO2 + N2O + H2O}}}
{\displaystyle {\ce {4MOH + 6NO -> 4MNO2 + N2 + 2H2O}}}
Skupina NO také vystupuje jako nitrosylový ligand v mnoha komplexních sloučeninách. Např. v kvalitativní analytické chemii (a též jako léčivo) se používá nitroprussid sodný Na2[Fe(CN)5NO]·2 H2O (dihydrát pentakyano-nitrosylželezitanu sodného). Většina nitrosylových komplexů má intenzivní rudou, hnědou nebo černou barvu.

## Použití
Oxid dusnatý, respektive sloučeniny, při jejichž rozkladu se oxid dusnatý uvolňuje, našly využití v lékařství jako látky uvolňující hladkou svalovinu při křečích nebo astmatu. Při větších dávkách těchto látek (aplikuje se inhalačně nebo intramuskulárně) může ovšem dojít k chvilkové srdeční slabosti.
NO je důležitým meziproduktem při výrobě kyseliny dusičné a je používán také v potravinářském průmyslu, ale i při výrobě airbagů, polovodičů a paliv, které zvyšují výkon motorů závodních aut.

## Role v organismu
Oxid dusnatý má mnoho rolí v těle organizmů včetně člověka. Konkrétně způsobuje účinkem na hladké svalstvo cévy tzv. vazodilataci (rozšíření cév), dále erekci penisu a také uvolnění svalstva v trávicí soustavě, což hraje roli ve schopnosti střev posunovat potravu dále. Mimo to dochází k tvorbě oxidu dusnatého i v samotné centrální nervové soustavě, kde má zřejmě jistou roli v učení a vzniku paměti; každopádně zde má NO funkci neurotransmiteru. Na rozdíl od klasických neurotransmiterů nepůsobí prostřednictvím membránových receptorů, ale volně difunduje do buněk, (volumová transmise) s krátkým poločasem, aktivuje guanylátcyklázu (její cytoplasmatickou solubilní isoformu, sGC) a tím stimuluje produkci cGMP z GTP. Aktivuje cGMP-dependentní proteinkinázu (PKG), downstream target napěťově řízené draslíkové kanály (Kv3) ia Erk indukuje expresi c-Fos (IEG) a BDNF, otevírá kanály regulované cyklickými nukleotidy, např. HCN1 (hyperpolarization-activated cyclic nucleotide-gated channel). NO je nekonvenční neurotransmiter, nesplňuje kritéria pro zařazení mezi klasické transmitery (není skladován ve vezikulech, není mechanismus pro reuptake, nepůsobí na receptory), aktivace nNOS Ca2+ dependentní, úloha v regulaci plasticity, tj. zvýšená produkce NO důsledkem aktivace NMDA receptorů a retrográdní synaptická signalizace, častěji inhibiční efekt
o druhým retrográdním signalizačním systémem endokanabinoidní, efekt zpravidla excitační (CB1 receptor)
Jde o jeden z mechanismů LDT (long-term depression), např. v cerebellu, Vazodilatace cév mozku skrze lokální zvýšení krevního průtoku při zvýšené neuronální aktivitě. Produkce NO je jedním z mechanismů, ale vazodilatační funkci má NO i na periferii, např. sildenafil (Viagra) je inhibitor PDE5 a uvolnění NO mechanismem účinku nitroglycerinu u anginy pectoris.
Mimoto byl oxid dusnatý identifikován i v dalších tkáních, jako je srdeční i kosterní svalovina.

### Patofyziologie
Patologie zahrnují nitrosativní stres, potenciální poškození proteinů nitrosylací a nitrotyrosinací, poškození DNA a mitochondriální dysfunkce. Neurodegenerativní procesy nevyvolá NO jako primární příčina ale amplifikující a akcelerující faktor. abnormální aktivita NO popsána u řady neurodegenerativních onemocnění, např. Alzheimer (zvýšená nitrotyrosinace proteinů včetně tau), Parkinson (nitrace alpha-synucleinu přispívá k jeho agregaci), roztroušená skleróza (peroxynitrit) a ALS. Ischemie mozku vychází z rozporuplných dat, ale funkce jsou spíše protektivní, jedním z možných mechanismů je potlačení zánětu a apoptózy v postischemické fázi (NO inhibuje NF-κB).

### Biosyntéza a degradace
Oxid dusnatý se v těle vyrábí prostřednictvím syntáz oxidu dusnatého čili NO syntáz (NOS), její neuronální nNOS isoforma, mimo CNS existuje ještě endotheliální eNOS a inducibilní iNOS) z argininu. Aktivita nNOS stimulována vstupem kalcia do buněk via kalmodulin-dependentní kinázy), významná role NMDA receptorů ori úlohu NO v plasticitě. nNOS je přes PSD-95 prostorově asociována s NMDA. Mechanismus degradace je nejistý, pravděpodobně stráven erytrocyty v cévách mozku (NO interaguje s hemoglobinem).